# Фрањо Крежма
Фрањо Крежма (2. септембра 1862, Осијек - 5. јуна 1881, Франкфурт на Мајни) је био хрватски композитор и виолинист.
Већ са 13 година, пошто је завршио студије у Бечу, почиње турнеју по Европи. Са 16 година је већ славан у европским градовима (наступа у Загребу, Трсту, Венецији, Фиренци, Риму, Бечу, Грацу, Минхену, Берлину, Паризу..) и високо цењен од стране тадашњих великих музичара као што су Верди и Лист, са којим је једном и свирао. Са 17 година постаје концертни мајстор Пруског краљевског оркестра, данашње Берлинске филхармоније.
Нажалост, стигао је само да компонује једну симфонију, три увертире те неколико маршева и плесова. Музичар за кога су многи веровали да ће бити славнији од Паганинија умире са само 19 година на турнеји у Немачкој. Сахрањен је у Франкфурту а посмртни остаци су пренесени у Загреб. 